# Go-Suzaku
Imperador Go-Suzaku (後朱雀天皇, Go-Suzaku-tennō, 1009—1045).

## Vida
Antes da sua ascensão ao trono, seu nome era Atsunaga (Atsuyoshi). Foi o terceiro filho do Imperador Ichijo. Sua mãe foi Fujiwara no Akiko (藤原彰子), filha de Fujiwara no Michinaga (藤原道長). Ele foi o irmão mais novo e herdeiro do Imperador Go-Ichijo.
Atsunaga tornou-se príncipe herdeiro aos nove anos de idade em 1017.
Reinou de 1036 a 1045. Recebeu o trono com a idade de 28 anos no dia 17 de abril de 1036.
O Imperador Go-Suzaku é tradicionalmente venerado em um memorial no santuário xintoísta em Quioto. A Agência da Casa Imperial designa este local como Mausoléu de Go-Suzaku. E é oficialmente chamado Enjo-ji no misasagi.

## Daijō-kan
- Sadaijin , Fujiwara no Yorimichi, (992-1074).[2]
- Udaijin , Fujiwara no Sanesuke, (957-1046).[2]
- Naidaijin , Fujiwara no Norimichi, (997-1075).[2]